# الاتحاد الفلسطيني للتنس الأرضي
الإتحاد الفلسطيني للتنس الأرضي هو أحد الإتحادات الرياضية الفلسطينية، تأسس منتصف تسعينيات القرن الماضي بعد إنشاء السلطة الوطنية الفلسطينية. تم قبوله عضوًا في الاتحاد الدولي والآسيوي عام 1998، وعضوًا في الاتحاد العربي للتنس الأرضي. جرت أول انتخابات للاتحاد عام 1996. يقع مقر الاتحاد الفلسطيني للتنس الأرضي في مدينة بيت ساحور، وتشغل مها جرّاد حاليا منصب رئيس الاتحاد.

## الأنشطة
يتولى الاتحاد الفلسطيني للتنس الأرضي تنظيم رياضة التنس الأرضي الفلسطينية وتمثيلها داخليًا وخارجيًّا، وإعداد الدورات التدريبية للناشئين من سن 6 سنوات وحتى 18 سنة، وتقديم الدعم وتوفير ما يلزم من أجهزة ومدربين للفرق والأندية والمراكز المنتسبة له والتي تمارس رياضة التنس الأرضي، وتأهيل المدربين والحكام، وتلقي الدعوات للمشاركة في البطولات الخارجية في اللعبة، وتنظيم الفعاليات والبطولات والمنافسات المحلية والإشراف على البطولات التنشيطية التي تنظمها الأندية والمراكز المنتسبة للاتحاد في كل من الضفة الغربية وقطاع غزة.

## البطولات
نجح الاتحاد الفلسطيني للتنس الأرضي منذ تأسيسه في تنظيم العديد من الفعاليات والبطولات في اللعبة، ومن أهم البطولات التي ينظمها الاتحاد ما يلي:
- بطولة فلسطين للتنس الأرضي للرجال والسيدات.[4]
- بطولة فلسطين النسائية الفردية للتنس الأرضي.

## الهيكل التنظيمي
يتكون الهيكل الإداري للاتحاد الفلسطيني للتنس الأرضي من هيئة يتم انتخابها كل أربعة سنوات تحت إشراف اللجنة الأولمبية الفلسطينية، ووزارة الشباب والرياضة الفلسطينية، وتتكون الجمعية العمومية للاتحاد من الأندية والمراكز والجمعيات المسجلة في الاتحاد والمستوفية لكافة شروط العضوية والمعتمدة من الجهات الرسمية الفلسطينية، إلى جانب أعضاء مجلس إدارة الاتحاد، واثنين من الكفاءات الرياضية يرشحهما أعضاء مجلس إدارة الاتحاد، ويُعقد اجتماع الهيئة العامة للاتحاد الفلسطيني للتنس الأرضي سنويا في موعد يحدده مجلس إدارة الاتحاد خلال الشهرين التاليين للسنة المالية للاتحاد.

## الأندية المنتسبة للاتحاد
ينتسب للاتحاد الفلسطيني للتنس الأرضي الأندية التالية:
| اسم النادي      | المدينة |
| --------------- | ------- |
| النادي الإسلامي | بيت لحم |

## الرؤساء
يوضح الجدول التالي قائمة رؤساء الاتحاد الفلسطيني لرفع الأثقال منذ تأسيسه وحتى الآن:
| الرئيس      | تاريخ تولي المنصب | تاريخ ترك المنصب |
| ----------- | ----------------- | ---------------- |
| عيسى رشماوي |                   |                  |
| مها جرّاد    |                   | حتى الآن         |